# Рассказы Русалочки
«Рассказы Русалочки» (англ. The Little Mermaid, в дословном переводе — «Маленькая морская дева») — приключенческий кинофильм в жанре фэнтези по мотивам одноимённой сказки Ханса Кристиана Андерсена, снятый в 2018 году режиссёрами Крисом Бушаром и Блейком Дж. Харрисом.

## Сюжет
В детстве Элли слышала сказку о русалочке. Когда она выросла, то отправилась вместе со своим дядей — репортёром Кэмом на поиски сказочного персонажа. Бродячий цирк демонстрировал на своих представлениях девушку-русалку, и Кэм был намерен сделать о ней репортаж. Та оказалась на первый взгляд обычной земной девушкой, но за её добрым сердцем начал охоту злой колдун.

## В ролях
- Уильям Моусли — Кэм Харрисон, репортёр[3]
- Лорето Перальта — Элли, сирота и племянница Кэма[4]
- Поппи Дрейтон — Элизабет, русалочка[5]
- Армандо Гутьеррез — Локк, волшебник, который завладел частицей души русалочки[4]
- Ширли Маклейн — Элоиза[6]
- Джина Гершон — Пегги Джен[3]
- Мелисса Коллазо — цирковая чудачка[4]
- Крис Йонг — Улисс
- Том Новицкий — Сид

## Производство
Съёмки фильма проходили в 2016 году в Джорджии (США).
Трейлер вышел в марте 2017 года и получил более 30 миллионов просмотров за две недели.
В мае 2017 года было официально объявлено, что фильм выйдет летом 2017 года.